# McMath-Hulbert-Observatorium
Das McMath-Hulbert-Observatorium (McMath-Hulbert Observatory) ist ein Sonnenobservatorium in den USA, das seinen Standort in der Nähe des Ortes Lake Angelus, Michigan hat.

## Geschichte
Das Observatorium wurde 1930 von den Amateurastronomen Henry S. Hulbert, Francis C. McMath und dessen Sohn Robert R. McMath gegründet. Letzterer war Direktor des Observatoriums von der Gründung bis zu seinem Tod 1962.
Das Observatorium begann als privates Projekt zur Entwicklung neuer Methoden zur Beobachtung von Himmelskörpern, insbesondere mit Film- und Zeitrafferaufnahmen. Auf Wunsch der Gründer wurde der Betrieb des Observatoriums ab 1931 von der University of Michigan übernommen, wobei die Finanzierung der wissenschaftlichen Geräte bis 1958 vollständig auf privater Basis (Spenden, Zuschüsse) erfolgte. Auf Vorschlag von Heber Doust Curtis wurde das Observatorium 1931 nach den Gründern benannt.
Während Anfang der 1930er Jahre an dem Observatorium Beobachtungen von Monden und Planeten durchgeführt wurden, wurde 1932 mit der Entwicklung eines speziellen Spektroheliografen durch Robert McMath (Spektroheliokinematograf) die Spezialisierung auf die  Sonnenforschung eingeleitet. In den nachfolgenden Jahrzehnten wurde die wissenschaftliche Geräteausrüstung des Observatoriums wesentlich erweitert.
1979 beendete die University of Michigan die Unterstützung des McMath-Hulbert-Observatoriums. Seitdem wird der Betrieb auf privater Basis weitergeführt, speziell für Amateurastronomen.